# Kohlhäu (Wüstung)
Kohlhäu ist eine Wüstung auf der Hochebene der Limpurger Berge im Gebiet der Gemeinde Michelbach an der Bilz im Landkreis Schwäbisch Hall im nordöstlichen Baden-Württemberg.

## Geographische Lage
Der abgegangene Ort lag auf einem Westsporn der Limpurger Berge etwa 1,4 km ostsüdöstlich der Ortsmitte des Dorfes Michelbach. Nahe am ehemaligen Siedlungsbereich vorbei führt heute ein Waldpfad-Abschnitt des mit einem grünen Baum markierten Main-Neckar-Rhein-Wegs auf seiner Etappe zwischen dem Einkorn und Michelbach-Hirschfelden. Das umgebende Waldgewann heißt ebenfalls Kohlhäu.

## Geschichte
Der Einzelhof Kohlhäu entstand erst im 18. Jahrhundert. 1852 lag er „rings von Wald umgeben“, gehörte der Standesherrschaft, hatte 6 Bewohner und war Wohnsitz eines fürstlichen Waldschützen.
Das einschlägige Blatt Hall des Topographischen Atlasses des Königreichs Württemberg von 1851 zeigt an der Stelle ein Einzelhaus. Eine amtliche Karte von 1936 dagegen zeigt hier kein Gebäude mehr, der Ortsname ist in der auf dieser Karte für Wüstungen üblichen rückwärts kursivierten Schrift eingetragen.